# Parasipyloidea exigua
Parasipyloidea exigua är en insektsart som beskrevs av Günther 1934. Parasipyloidea exigua ingår i släktet Parasipyloidea och familjen Diapheromeridae. Inga underarter finns listade i Catalogue of Life.